# Evgeny Ilgizovich Bareev
Evgeny Ilgizovich Bareev (sinh 21 tháng 11 năm 1966 trong một gia đình Tatar) là một Đại kiện tướng và huấn luyện viên cờ vua người Nga (trước là Liên Xô). Từ tháng 9 năm 2015 ông chuyển sang thi đấu dưới màu áo Canada. Vào tháng 10 năm 2003, ông đạt đến vị trí thứ tư thế giới, đồng thời Elo cũng đạt mức đỉnh cao là 2739.
Bareev là nhà vô địch thế giới lứa tuổi dưới 16 năm 1982, khi tài năng của ông lần đầu thể hiện ở đấu trường quốc tế. Thành công lớn nhất trong sự nghiệp Bareev là vô địch giải Corus tại Wijk aan Zee năm 2002. Tại giải này ông đạt 9 điểm / 13 ván, xếp trên các kỳ thủ hàng đầu khác như Alexander Grischuk, Michael Adams, Alexander Morozevich và Peter Leko.
Tại giải đấu người với máy tháng 1 năm 2003, Bareev đánh với chương trình HIARCS trong trận đấu 4 ván và cả bốn ván đều hòa. Tại giải Enghien-les-Bains ở Pháp năm 2003, Bareev vô địch. Năm 2010 ông xếp đồng hạng nhất với Konstantin Chernyshov, Lê Quang Liêm và Ernesto Inarkiev tại giải Moskva mở rộng .
Tại các giải vô địch thế giới, thành tích tốt nhất của Bareev là lọt vào giải chọn nhà thách đấu cho trận tranh ngôi vua cờ truyền thống năm 2004 ở Dortmund 2002. Bareev vào đến bán kết nhưng thua Veselin Topalov.
Tại Cúp cờ vua thế giới 2005, Bareev giành một suất vào giải chọn nhà thách đấu cho Giải vô địch cờ vua thế giới 2007, thi đấu vào tháng 5-6 năm 2007. Ông thắng Judit Polgár ở vòng đầu tiên (+2-1=3), tuy nhiên thua Peter Leko ở vòng hai (+0-2=3).
Ở nội dung đội tuyển, Bareev từng tham dự 5 Olympiad cờ vua. Năm 1990 ông khoác áo Liên Xô, 4 lần còn lại (1994, 1996, 1998 và 2006) ông khoác áo đội tuyển Nga. Trừ năm 2006, 4 lần tham dự còn lại Bareev đều có huy chương vàng đồng đội. Thành tích cá nhân tốt nhất là huy chương bạc bàn dự bị năm 1996 . Ngoài ra Bareev còn khoác áo đội Nga dự Giải vô địch đồng đội thế giới (3 lần, với 2 huy chương vàng, 1 huy chương đồng đồng đội và 2 huy chương vàng, 1 huy chương bạc cá nhân)  và Giải vô địch đồng đội châu Âu (4 lần, với 2 huy chương vàng đồng đội) .
Bareev cũng có mặt trong đội tuyển Nga đấu với đội tuyển thế giới tại trận đấu thế kỉ mới ở Moskva năm 2002. Ông là một trong 4 kỳ thủ của đội Nga đánh đủ 10 trận, đạt 6 điểm (+3 =6 –1). Bareev cùng Morozevich là hai kỳ thủ đạt nhiều điểm nhất cho đội Nga, cũng như có hiệu suất thi đấu cao nhất (2770) .
Ông làm trợ tá cho Vladimir Kramnik khi Kramnik đánh trận tranh ngôi vua cờ truyền thống năm 2000 với Garry Kasparov.
Từ 2010 đến 2011, Bareev làm huấn luyện viên trưởng đội tuyển nam của Nga .